# Iunie 2002
Acest articol este generat integral pe baza informațiilor din articolul 2002 și este actualizat periodic de un robot.
 Editările făcute în articol vor fi șterse la următoarea actualizare! Dacă doriți să faceți modificări, editați articolul-sursă.

ianuarie -
februarie -
martie -
aprilie -
mai -
iunie -
iulie -
august -
septembrie -
octombrie -
noiembrie -
decembrie
Iunie 2002 a fost a șasea lună a anului și a început într-o zi de sâmbătă.

## Evenimente
- 3 iunie-9 iunie: S-a desfășurat, la Cluj, prima ediție a Festivalului Internațional de Film Transilvania, primul festival din România destinat exclusiv lung-metrajelor.
- 4 iunie: Jubileul reginei Elisabeta a II-a care celebrează 50 de ani de domnie.
- 5 iunie: La Institutul de boli cardiovasculare „Prof. Dr. C.C. Iliescu ” din București a fost efectuat primul autotransplant cardiac, intreventie chirurgicală constând în explantarea cordului pacientului, repararea și redimensionarea în afara corpului pacientului și reimplantarea sa.
- 15 iunie: Lansarea, în România, a postului de televiziune MTV România; invitat de onoare la spectacolul inaugural a fost interpretul de muzică latino Enrique Iglesias.
- 21 iunie: Michael Schumacher își câștigă al cincilea titlu mondial în Formula 1 și astfel egalează recordul lui Juan Manuel Fangio, stabilit în 1957.
- 30 iunie: Brazilia învinge Germania cu scorul de 2-0 și câștigă Campionatul Mondial de Fotbal din Coreea de Sud și Japonia

## Nașteri
- 7 iunie: Darius Grosu, fotbalist român
- 25 iunie: Mason Vale Cotton, actor american
- 28 iunie: Marta Kostiuk, jucătoare de tenis ucraineană

## Decese
- 1 iunie: Costache Agafiței, 92 ani, pictor si grafician român (n. 1909)
- 4 iunie: Nineta Gusti, 88 ani, actriță română de teatru și film (n. 1913)
- 7 iunie: Bunțea Crupnic, 91 ani, evreică basarabeană, membră a Partidului Comunist din Belgia, al mișcării de rezistență și al rețelei de informații Orchestra Roșie (n. 1911)
- 7 iunie: George Ioan Dănescu, 63 ani, general român și ministru de interne (1992-1994), (n. 1938)
- 9 iunie: Peter Mokaba, 43 ani, membru al parlamentului sud-african (n. 1959)
- 10 iunie: John Joseph Gotti jr., 61 ani, gangster american (n. 1940)
- 11 iunie: Regīna Ezera, 71 ani, autoare letonă (n. 1930)
- 13 iunie: Gheorghe Bulgăr, 82 ani, pedagog român (n. 1920)
- 14 iunie: Albert Band, 78 ani,  regizor și producător de film franco-american (n. 1924)
- 17 iunie: Fritz Walter (n. Friedrich Walter), 81 ani, fotbalist german (atacant),(n. 1920)
- 21 iunie: Timothy Findley (n. Timothy Irving Frederick Findley), 71 ani, romancier și dramaturg canadian (n. 1930)
- 22 iunie: Yoshio Okada, 75 ani, fotbalist japonez (n. 1926)
- 22 iunie: Ion Petreuș, 56 ani, interpret de muzică populară românească (n. 1945)
- 23 iunie: Enzo Barboni, regizor de film italian (n. 1922)
- 24 iunie: Pierre Werner, 88 ani, politician luxemburghez (n. 1913)
- 27 iunie: John Alec Entwistle, 57 ani, muzician britanic (The Who), (n. 1944)
- 29 iunie: Ole-Johan Dahl, 70 ani, informatician norvegian (n. 1931)
- 29 iunie: François Périer, 82 ani, actor francez de teatru și film (n. 1919)